# Episodi di Spenser (prima stagione)
La prima stagione della serie televisiva Spenser è stata trasmessa in anteprima negli Stati Uniti d'America dalla ABC tra il 20 settembre 1985 e l'8 aprile 1986.
| nº | Titolo originale               | Titolo italiano | Prima TV USA      | Prima TV Italia |
| -- | ------------------------------ | --------------- | ----------------- | --------------- |
| 1  | Promised Land/Pilot            |                 | 20 settembre 1985 |                 |
| 2  | No Room at the Inn             |                 | 27 settembre 1985 |                 |
| 3  | The Choice                     |                 | 4 ottobre 1985    |                 |
| 4  | Children of a Tempest Storm    |                 | 11 ottobre 1985   |                 |
| 5  | Original Sin                   |                 | 18 ottobre 1985   |                 |
| 6  | Discord in a Minor             |                 | 25 ottobre 1985   |                 |
| 7  | The Killer Within              |                 | 12 novembre 1985  |                 |
| 8  | Autumn Thieves                 |                 | 19 novembre 1985  |                 |
| 9  | Blood Money                    |                 | 26 novembre 1985  |                 |
| 10 | Resurrection                   |                 | 3 dicembre 1985   |                 |
| 11 | Internal Affairs               |                 | 17 dicembre 1985  |                 |
| 12 | Death by Design                |                 | 7 gennaio 1986    |                 |
| 13 | A Day's Wages                  |                 | 14 gennaio 1986   |                 |
| 14 | A Madness Most Discreet        |                 | 21 gennaio 1986   |                 |
| 15 | Brother to Dragons             |                 | 4 febbraio 1986   |                 |
| 16 | When Silence Speaks            |                 | 11 febbraio 1986  |                 |
| 17 | In a Safe Place                |                 | 14 febbraio 1986  |                 |
| 18 | Angel of Desolation            |                 | 4 marzo 1986      |                 |
| 19 | She Loves Me, She Loves Me Not |                 | 11 marzo 1986     |                 |
| 20 | At the River's Edge            |                 | 25 marzo 1986     |                 |
| 21 | Rage                           |                 | 1º aprile 1986    |                 |
| 22 | Hell Hath No Fury              |                 | 8 aprile 1986     |                 |